# Hemimycena gracilis
Hemimycena gracilis es una especie de hongo basidiomiceto de la familia Mycenaceae, del orden  Agaricales.

## Sinónimos
- Delicatula gracilis (Kühner & Romagn, 1953)
- Marasmiellus gracilis  (Singer, 1951)
- Mycena gracilis (Kühner, 1938)
- Omphalia gracilis (Quél, 1880)
- Trogia gracilis (Dörfelt, 1976)